# Nemoria sellata
Nemoria sellata är en fjärilsart som beskrevs av W. Warren 1907. Nemoria sellata ingår i släktet Nemoria och familjen mätare. Inga underarter finns listade i Catalogue of Life.